# 岡口基一
岡口 基一（おかぐち きいち、1966年〈昭和41年〉2月28日 - ）は、日本の元裁判官（法曹資格喪失）。大分県出身。
2024年4月に裁判官弾劾裁判において罷免判決を受けて裁判官を罷免され、同時に法曹資格を喪失した（弁護士登録ができない、検察官として採用されることもない）。同制度で罷免された元裁判官としては8人目である（後述）。

## 略歴
- 1984年：大分県立高田高等学校卒業[3]。
- 1991年：司法試験合格[4]。
- 1992年：東京大学法学部卒業[3][注 1]
- 司法研修所司法修習修了（46期）[7]
- 1994年4月：浦和地方裁判所判事補[7]。
- 1996年4月：水戸地方裁判所土浦支部・水戸家庭裁判所土浦支部判事補[7]。
- 1997年4月：水戸地方裁判所土浦支部・水戸家庭裁判所土浦支部判事補、土浦簡易裁判所判事[7]。
- 1999年4月：東京地方裁判所判事補、東京簡易裁判所判事[7]。
- 2002年4月：福岡地方裁判所行橋支部判事補・福岡家庭裁判所行橋支部判事補、行橋簡易裁判所判事[7]。
- 2004年4月：福岡地方裁判所行橋支部判事・福岡家庭裁判所行橋支部判事、行橋簡易裁判所判事[7]。
- 2005年4月：水戸地方裁判所・水戸家庭裁判所判事、水戸簡易裁判所判事[7]。
- 2006年4月：水戸家庭裁判所・水戸地方裁判所判事、水戸簡易裁判所判事[7]。
- 2008年4月：大阪高等裁判所判事、大阪簡易裁判所判事[7]。
- 2011年4月：水戸地方裁判所下妻支部判事・水戸家庭裁判所下妻支部判事、下妻簡易裁判所判事[7]。
- 2015年4月：東京高等裁判所判事・東京簡易裁判所判事[7]。
- 2019年4月：仙台高等裁判所判事[8][7]・仙台簡易裁判所判事[7]。
- 2024年
  - 4月3日：裁判官弾劾裁判所の裁判により罷免[9]。
  - 4月4日：伊藤塾専任講師に就任。著作『要件事実マニュアル』（後述）など実務知識が評価された[10]。

## SNSの投稿に対する批判と東京高裁の対応・分限裁判及び弾劾裁判

### 2014年から2016年までの投稿
岡口は、SNSの一つであるTwitter上に、縄で縛られた上半身裸の男性の画像や「これからも、エロエロツイートとか頑張るね」などの投稿を行い、裁判所から幾度も指導を受けていたもののこれに従わなかったため、戸倉三郎東京高等裁判所長官から口頭で厳重注意を受けていたと2016年6月27日に報道された。問題とされた投稿は、2014年4月から2016年3月までの3件。

### 2017年12月の投稿
2017年12月15日、岡口は、2015年に東京都で起こった殺人事件について、その判決文のURLとあわせて「首を絞められて苦しむ女性の姿に性的興奮を覚える性癖を持った男」「そんな男に，無惨にも殺されてしまった17歳の女性」と、Twitterに投稿した。東京高裁は、2018年3月に文書による厳重注意処分とした。

### 2018年5月の投稿
厳重注意から2か月後の2018年5月、岡口は、拾われた犬の所有権が、元の飼い主と拾った人のどちらにあるかが争われた裁判を取り上げたインターネット記事のURLとあわせて「公園に放置された犬を保護したら、元の飼い主が名乗り出て『返して下さい』 え？あなた？この犬を捨てたんでしょ？3か月も放置しながら…… 裁判の結果は……」とTwitterに投稿した。勝訴した元の飼い主が高裁に抗議した。岡口によれば、犬の飼い主が裁判の記事の拡散を望まなかったがゆえに、岡口のツイートの削除を東京高裁に求めたことが、この件の発端であるという。
東京高裁事務局長の吉崎佳弥が東京高等裁判所分限事件調査委員会に提出した報告書によれば、このTwitter投稿について、林道晴東京高裁長官と吉崎事務局長と岡口との間で次のようなやりとりがあった。長官は、岡口が前回の厳重注意の際に投稿内容を慎重に選んでいくと述べていたにもかかわらずわずか2か月で同様に裁判関係者を傷つける投稿を行っていることから、同じことを繰り返さないためにはツイートをやめるしかないのではないかと考え、岡口に「これだけのことをして、裁判所や当事者に迷惑を掛けたら、ツイートを止めるのではないか」と質問したところ、岡口は止める気はない旨を答えた。長官は、岡口がツイートを続けるならば、それを前提にして分限裁判を検討せざるを得ないと述べたところ、岡口は黙ったまま回答しなかった。事務局長は岡口に「これまでと違う局面に入ることを予告されているのは認識できているか、ツイートを止めれば、それはそれで一つの姿勢を示すことになるというアドバイスを（長官から）もらったのは認識できているか、そのアドバイスを断ったという認識はあるか」などと尋ねたところ、岡口はいずれにも「はい」と返答した。「仮に裁判官を辞めることになってもツイートは止めないということか」という長官の質問に岡口は「はい」と回答した。
岡口は、このやりとりについて、後述の分限裁判において提出した陳述書の中で、岡口が私生活上行っているTwitterをやめるようにと1時間にわたって脅迫を伴って迫るという高裁長官と事務局長の行為は、表現の自由の侵害として憲法違反であり、また民事上の不法行為に相当するうえ刑法の強要罪の構成要件に該当しかねず、パワハラでもあったと述べている。

#### 分限裁判
2018年7月24日、東京高裁は、岡口がTwitterへの投稿によって裁判の当事者の感情を傷つけたとして、裁判官分限法に基づき、最高裁に岡口の懲戒を申し立てた。この懲戒の申立理由は、犬に関する裁判についてのインターネット記事を要約して2018年5月にTwitterに投稿した件のみである。
『週刊現代』2018年9月8日号は「問題になっているのは犬のツイートではなく岡口さんが行ってきた統治機構への批判にあるのです。与党と野党が一体になって裁判官弾劾裁判所にかけようとしたが裁判所が責任をもって岡口裁判官にツイッターをやめさせるから弾劾裁判はやめてくれと与党と密約した。」「裁判官訴追委員会が半年近くかけて準備していた尋問招致が否決された」と報じた。
2018年9月11日、最高裁判所大法廷（裁判長・大谷直人長官）は、岡口を懲戒にするかどうかを決める分限裁判の審問を開いた。審問は非公開とされた。岡口と6人の弁護団は審問手続きの後に司法記者クラブで会見を開き、「犬の元の飼い主が、どのような理由で傷ついたのか書かれていない。このままでは認否や反論ができないので、高裁に明らかにしてほしいとお願いした」「裁判官を名乗らずに記事を紹介しただけなのに、なぜ今ここにいるのか、私自身がよく分からない。名誉を毀損（きそん）したとか、一般人でもこういうことを書かれたら傷つくという書き込みをしたというなら、私も理解できる。しかも『傷ついた』というのは非常に主観的な言葉だ。ある人が傷ついたからダメだと後から言われるようでは、怖くて表現行為は何もできない」などと述べた。
2018年10月17日、分限裁判において最高裁大法廷（裁判長・大谷直人長官）は、14人全員一致の結論として、岡口を戒告とする決定をした。インターネットへの投稿を理由として裁判官が懲戒を受ける最初の事例となった。

### 2019年11月の投稿
2019年11月12日、岡口はFacebookに「その遺族の方々は，東京高裁を非難するのではなく，そのアップのリンクを貼った俺を非難するようにと，東京高裁事務局及び毎日新聞に洗脳されてしまい，いまだに，それを続けられています。 」という文章を含めた投稿を行った。
この投稿に対して前記の2015年に東京都で起こった殺人事件の遺族（この投稿は被害者の命日に行われた）が反発し、岡口は投稿を削除した上でFacebookに謝罪文を投稿したが、この投稿も数日後に削除された。
遺族は2019年11月21日付けで、仙台高等裁判所に文書で抗議を行った。また、裁判官訴追委員会にも、裁判官弾劾裁判所への訴追を求める請求を行った。
2021年6月4日、この投稿により精神的苦痛を受けたとして東京地方裁判所へ遺族から提訴された。この際、2018年の10月にも自身のブログにおいて「遺族には申し訳ないが、これでは単に因縁をつけているだけですよ」という文章を投稿していたことが報道された。
2023年1月27日、同地裁は不適切とされた3つの投稿のうちの1つである2019年の投稿を「不法行為」と認定し、岡口に対し遺族へ44万円の支払いを命じる判決を下した。「洗脳」という投稿が「遺族らの名誉を違法に毀損し、事実に反して、人格などを否定する侮辱的表現」と判断された。慰謝料の算定については内容の悪質性や被害者の命日に投稿されたこと、被告が裁判官という立場であることが考慮された。2017年の投稿については「原告らの心情を深く傷つけた軽率なもので、現職裁判官に課せられた義務に反した不適切な行為」と非難した一方で「一般の国民として表現の自由を保障されている」として「不法行為とはまでは言えない」と結論付けた。2018年の投稿についても「原告に対するものとは認められない」とし「不法行為」とは認定しなかった。1月31日に岡口の代理人弁護士は控訴権を放棄すると明らかにした。岡口側は声明文で判決を受け入れて賠償金を支払う意向を示し、遺族に対し「改めておわびの意を表する」とした。2月10日に遺族側が判決を不服として控訴した。
2024年1月17日、東京高等裁判所は一審が認めなかった2017年の投稿についても「不法行為を構成する」と認定する一方で、時効が成立するとして、計44万円の支払いを命じた一審の結論を支持し、遺族の控訴を棄却した。同高裁は2017年の投稿について、岡口が自身の半裸写真を投稿し好奇の目を集めていた実態を踏まえ「性的好奇心に訴えかけ、興味本位で判決閲覧を誘導しようとした」と指摘。遺族の精神的苦痛は大きいと判断した。この判決が確定した。

#### 二度目の分限裁判
2020年1月27日、仙台高等裁判所は、岡口がFacebookへの投稿によって遺族を侮辱したとして、裁判官分限法に基づき、最高裁判所に岡口の懲戒を申し立てた。
2020年8月26日、分限裁判において最高裁判所大法廷（裁判長・大谷直人長官）は、14人全員一致の結論として、岡口を戒告とする決定をした。過去に懲戒処分を2度受けた裁判官は、岡口を除き2名のみである。

#### 弾劾裁判
2021年6月16日、裁判官訴追委員会は、#2017年12月の投稿について罷免を求めて裁判官弾劾裁判所への訴追を行うと決定した。最高裁判所が罷免の訴追を請求していないのに裁判官訴追委員会が訴追の決定をしたのは本件が初めて。これに対し岡口の代理人は「岡口氏には罷免事由に該当するような行為は全くなく、訴追決定は極めて遺憾である。」「来たるべき弾劾裁判で罷免事由が存在しないことを主張していく。」などとコメントした。7月29日、裁判官弾劾法第39条に基づき裁判官弾劾裁判所により職務停止が決定。期間は弾劾裁判の判決が下るまで。
2023年7月26日にあった弾劾裁判の第8回公判で、岡口が再任希望を出さなかったことを弁護人が明かし、「来年4月には裁判官ではなくなる」と説明した。また弁護側は、岡口は認知機能障害などがあると精神科で指摘されており、このために不適切な言動をしたと説明。判決で罷免となった場合、裁判官の身分だけでなく法曹資格も失うとし、これに該当するほどの非行ではないと主張した。
2024年2月28日、弾劾裁判が結審した。判決は3月27日に指定された。
2024年4月3日、岡口に対する弾劾裁判の判決公判が行われ、裁判長の船田元衆議院議員は主文を後回しとし、判決理由を先に読み上げたうえで、岡口に対し「罷免」判決を言い渡した。弾劾裁判による罷免は制度開始以降8人目で、判決に対する上訴が出来ないため、この時点で法曹資格の喪失が確定した。岡口は任期満了の同月12日までで退官する意向を示していたが、退職金も支払われないことになる。同年7月19日までに岡口は罷免による退職金不支給処分の取り消しを求める審査請求書を最高裁に提出した。

## 人物
- GOING UNDER GROUNDのファン[54]。
- 岡口基一による『要件事実マニュアル』シリーズは、実務家や司法試験・司法書士受験生の間でも定評があり、法律専門書としては異例の売り上げを記録している[55]。

## 著作

### 著書
- 岡口基一『要件事実入門』創耕舎、2014年。ISBN 9784990651541。
- 岡口基一『要件事実入門』 初級者編、創耕舎、2015年。ISBN 9784990651572。
  - 岡口基一『要件事実入門』 初級者編（第2版）、創耕舎、2018年。ISBN 978-4908621062。
- 岡口基一『民事訴訟マニュアル：書式のポイントと実務』 上（第2版）、ぎょうせい、2015年。ISBN 4324095493。
- 岡口基一『民事訴訟マニュアル：書式のポイントと実務』 下（第2版）、ぎょうせい、2015年。ISBN 4324095507。
- 岡口基一『要件事実マニュアル 第1巻 総論・民法1』（第5版）ぎょうせい、2016年。ISBN 9784324101667。
- 岡口基一『要件事実マニュアル 第2巻 民法2』（第5版）ぎょうせい、2016年。ISBN 9784324101674。
- 岡口基一『要件事実問題集』（第4版）商事法務、2016年。ISBN 9784785724290。
- 岡口基一『要件事実マニュアル 第3巻 商事・保険・手形・執行・破産・知的財産』（第5版）ぎょうせい、2017年。ISBN 9784324101681。
- 岡口基一『要件事実マニュアル 第4巻 過払金・消費者保護・行政・労働』（第5版）ぎょうせい、2017年。ISBN 9784324101698。
- 岡口基一『要件事実マニュアル 第5巻 家事事件・人事訴訟』（第5版）ぎょうせい、2017年。ISBN 9784324101704。
- 岡口基一『裁判官！ 当職そこが知りたかったのです。』学陽書房、2017年。ISBN 978-4313511651。
- 岡口基一『要件事実入門 紛争類型別編』創耕舎、2018年。ISBN 978-4908621079。
- 岡口基一『裁判官は劣化しているのか』羽鳥書店 2019年 ISBN-13: 978-490470274
- 岡口基一『最高裁に告ぐ』岩波書店 2019年 ISBN-13: 978-4000613316
- 岡口基一『民事保全非訟マニュアル』ぎょうせい 2019年
- 岡口基一『ゼロからマスターする要件事実 基礎から学び実践を理解する』ぎょうせい 2022年 ISBN 978-4324111796

### 論文
- CiNii>岡口基一

### 記事
- “IT化 法の大衆化、パソコンで 岡口基一（素顔の法廷）”. 朝日新聞 (西部地方版・福岡). (2003年12月6日)